# A Night at the Roxbury
A Night at the Roxbury (Movida en el Roxbury en España y El Triunfo de los Nerds o Una noche en el Roxbury en Hispanoamérica) es una película cómica estrenada en 1998, basada en el famoso y popular chiste (sketch) muy recurrente del programa de televisión Saturday Night Live, The Roxbury Guys. Chris Kattan y Will Ferrell interpretan a los hermanos Doug y Steve Butabi en el Saturday Night Live y también en esta película. En los sketches originales del programa se incluía a un tercer hermano que era interpretado por los presentadores invitados como Jim Carrey, Sylvester Stallone y Tom Hanks, pero para la película este papel se descartó. La película está llena de canciones muy populares de los años 90, incluida la canción "What is love" de Haddaway que usan en el sketch mientras bailan moviendo la cabeza. Se convirtió en una película de culto. Además Cyndi Lauper interpretó una versión de la famosa canción "Disco Inferno", y salió como sencillo "Disco Inferno".

## Argumento de la película
Los hermanos Doug (Chris Kattan) y Steve (Will Ferrell) Butabi quieren triunfar en la movida nocturna de Los Ángeles para convertirse en personas importantes y así tener su propio club. Ellos trabajan en la floristería de su padre, y una noche deciden ir al famoso club nocturno ''Roxbury'', pero al llegar a la entrada el guardia les dice que no pueden entrar porque sus nombres no están en la lista. Después, tratando de conseguir dinero en su furgoneta de reparto, para sobornar al guardia tienen un accidente con Richard Grieco, que choca con ellos en su coche deportivo. Este, tratando de que no le demanden y evitar un escándalo que perjudique su carrera como actor, conversa con ellos para calmarlos, le dicen que van al club Roxbury y él logra hacer que entren al club, para tratar de olvidar el problema del accidente. 
Dentro, Grieco les presenta al dueño del club, el señor Zadir, un millonario excéntrico que tiene la manía de preguntar a todo mundo si le ha tocado el trasero; Grieco se retira del club para ir a una fiesta en otro lugar y más tarde en una conversación con el señor Zadir, los chicos le dicen que tienen una estupenda idea para un club nocturno a la cual el señor Zadir inicialmente no presta mucha atención, pero les sugiere hacer una cita de negocios en su oficina. Luego, dos chicas que van todos los fines de semana al club, vieron que ellos estaban con el dueño del club y los seducen tratando de conseguir dinero, considerando que ellos son millonarios. Más tarde van a la mansión a una fiesta del señor Zadir donde logran acostarse con las dos mujeres.
Al día siguiente los Butabi discuten con su padre, porque estaban preparando los detalles de la cita de negocios con el señor Zadir, renuncian a sus trabajos en la floristería y se van a la oficina del señor Zadir en un edificio, de la que son echados por su guardaespaldas, que les odia porque se burlaron de él en la limusina; luego llaman a las chicas para salir a pasear y estando ya con ellas en una furgoneta de reparto de flores, ellas ven que no son ricos y les dicen que solo estaban con ellos porque pensaban que eran ricos, seguido de insultos hacia ambos; más tarde los dos pelean y Steve empieza una relación con su vecina Emily (Molly Shannon), que desde hace tiempo anda atrás de él, con la cual casi se casa sin querer. Su hermano Doug pasa amargado los días hasta que va a un club con Creig (Lochlyn Munro) un fisioculturista que está locamente enamorado de Emily, la novia de su hermano, el cual le dice que dentro de unos días se casarán.
Estando ya en la boda de Steve, a la cual asiste Richard Grieco, con el padre a punto de casar a Emily y a Steve, aparece Doug haciendo sonar la canción de Haddaway ''What Is Love?'' en un altavoz. Entonces Steve le dice a su padre que no está listo para casarse, su padre se enoja y quiere seguir, pero Grieco le dice que él sabe por su sensibilidad de actor, que Steve no está listo para ese compromiso y se tranquiliza, y ellos dos hacen las paces.
Pasa el tiempo y un día, tratando de entretenerse de noche, los dos van por la calle del Roxbury cuando observan que su idea del club nocturno ha sido copiada, en eso van y el guardia sorprendentemente les dice que su nombre está en la lista y que pueden pasar, estando adentro se encuentran al señor Zadir que les dice que son accionistas y dueños del club porque fue su idea original de abrir el club, y que los estaba buscando para la cita de negocios, luego en el bar se encuentran con las chicas que los dos querían, conocieron anteriormente en el trabajo de aprobación de tarjetas de crédito y en una contravención de tránsito, y van a la pista a bailar.

## Reparto
| Actor                 | Personaje               |
| --------------------- | ----------------------- |
| Will Ferrell          | Steve Butabi            |
| Chris Kattan          | Doug Butabi             |
| Loni Anderson         | Barbara Butabi          |
| Dan Hedaya            | Kamehl Butabi           |
| Molly Shannon         | Emily Sanderson         |
| Dwayne Hickman        | Fred Sanderson          |
| Maree Cheatham        | Mabel Sanderson         |
| Lochlyn Munro         | Craig                   |
| Richard Grieco        | Él mismo                |
| Kristen Dalton        | Dama de Grieco          |
| Jennifer Coolidge     | Oficial de policía sexy |
| Meredith Scott Lynn   | Credit Vixen            |
| Gigi Rice             | Vivica                  |
| Elisa Donovan         | Cambi                   |
| Michael Clarke Duncan | Roxbury bouncer         |
| Colin Quinn           | Dooey                   |
| Twink Caplan          | Crying flower customer  |
| Eva Mendes            | Bridesmaid              |
| Mark McKinney         | Father Williams         |
| Chazz Palminteri      | Sr. Benny Zadir         |
| Joe Ranft             | Bailarina sexy          |
| Agata Gotova          | Mesera                  |

## Fenómeno de Internet
La parte en la que conducen escuchando What is Love mientras mueven la cabeza se volvió un fenómeno de internet, muchos empezaron a imitarlo o también superponían las cabezas de otros fenómenos (por ejemplo: Moar Krabs, Skodwarde, etc).

## Banda sonora
Publicado en CD.
| Pista | Título                                       | Intérprete                     | Duración |
| ----- | -------------------------------------------- | ------------------------------ | -------- |
| 1     | What Is Love                                 | Haddaway                       | 3:35     |
| 2     | Bamboogie (Radio Edit)                       | Bamboo                         | 3:15     |
| 3     | Make That Money (Roxbury Remix)              | Robi Rob's Club World          | 3:51     |
| 4     | Disco Inferno                                | Cyndi Lauper                   | 3:18     |
| 5     | Do Ya Think I'm Sexy                         | N-Trance featuring Rod Stewart | 3:25     |
| 6     | Pop Muzik                                    | 3rd Party                      | 3:05     |
| 7     | Insomnia (Monster Mix)                       | Faithless                      | 3:45     |
| 8     | Be My Lover (Club Mix)                       | La Bouche                      | 5:35     |
| 9     | This Is Your Night                           | Amber                          | 3:52     |
| 10    | Beautiful Life                               | Ace of Base                    | 3:11     |
| 11    | Where Do You Go (Ocean Drive Mix)            | No Mercy                       | 7:21     |
| 12    | A Little Bit of Ecstasy                      | Jocelyn Enriquez               | 3:59     |
| 13    | What is Love? (Refreshmento Extro Radio Mix) | Haddaway                       |          |
| 14    | Careless Whisper                             | Tamia                          | 5:27     |